# 시대구분론

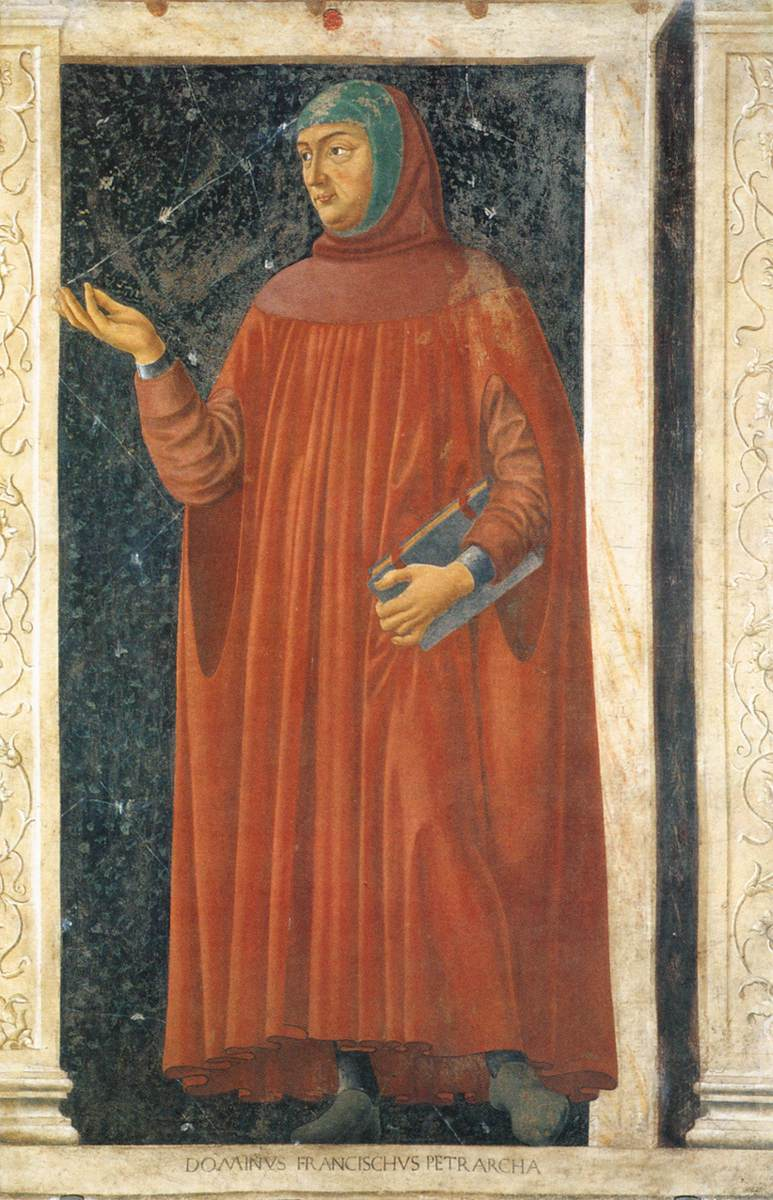
페트라르카는 자기 이전의 시대를 "암흑시대"라고 규정했다. 이것은 서양 사학사에서 최초의 시대구분론에 해당한다.

시대구분론(時代區分論, periodization)은 역사를 연구하고 분석할 목적으로,  "시대"라고 이름이 부여되는 시간의 도막들로 역사를 인위적으로 분절, 구분하려는 시도다. 이것은 특정 시대에 상대적으로 일반적인 특징들을 기술하는 데 편리를 제공한다. 하지만 어떤 시대가 시작하고 끝나는 시간적 지점이 언제인지는 자의적이며, 그 구분은 계속 변해왔다.
역사와 시간은 기본적으로 연속적 총체이므로, 모든 시대구분론은 정도의 차이는 있지만 모두 자의적이다. 하지만 역사란 그것을 이해하기 위한 개념틀이 없이는 그저 흩어진 사건들의 집합에 지나지 않는다. 그렇기 때문에 역사의 이해 과정에서 시대구분론이 의미를 갖는다.

## 개요
시대 구분이란 인류의 오랜 역사를 몇 시대로 나누어서 그 이해를 돕고자 하는 지적(知的) 노력이다. 인류의 역사는 예컨대 연표적 연수로서도 나눌 수가 있다. 예를 들면 10년, 100년, 1000년이란 시간적 단위를 써서 기계적으로 나누는 것은 그 한 방법이다.  그러나 이러한 구분 방법 이외의 시대 구분의 시도(試圖)가 필요하게 되고, 또한 그것이 편리한 점으로 생각되는 것은 다음 두 가지 이유에 있다. 그 첫째는, 인류 역사의 긴 시간에 걸친 전개과정 속에는 단지 양적 확대만이 아닌 질적 변화가 얼마든지 간취(看取)되는데, 그 질적 변화는 어느 연대에도 일정한 속도로 절차적으로 진행된 것이 아니고, 어떤 국면에서 획기적인 큰 질적 변화가 짧은 기간에 급격히 일어나서, 다음 국면에서 그것이 완만하게 침투되는 형태로서 리듬을 지니고 형성되어 왔다고 할 수 있다. 결국 인류사(人類史)를 인간의 드라마로서 읽는다고 하면 거기에는 한 개인의 인생에서 볼 수 있는 것과 같은 몇 개의 마디를 찾아볼 수 있다. 이것을 잡아 인류사를 몇 개의 시대로 구분하고, 제각기 시대의 특징을 유형적으로 대비하면 역사의 예측을 보다 의미심장한 것으로서 이해할 수 있다. 이 이해의 수단, 설명의 가설로서의 역할이 시대 구분의 유용성(有用性)의 첫째 되는 이유이다.  둘째 이유는 어느 정도 실천적인 것이다. 새 시대는 새로운 문제를 지닌다. 그래서 새로운 문제는 새로운 해결방법을 요구한다. 이 경우에 새로운 문제와 새로운 해결방법을 낡은 것과 대비하여 단계적으로 유형화하여 줌으로써, 논의(論議)에 활기를 부여하는 일이 적지 않다. 대체로 이 두 이유가 복합되어 사람들로 하여금 시대 구분의 시도를 하도록 하는 것이다.

## 문제점과 한계
시대 구분은 설명의 가설이며 동시에 실천을 위한 처방전의 이론적 토대이기도 하다. 그러한 성질에서 모든 시대 구분의 시도는 언제나 세 가지 문제점에 부딪치지 않을 수 없다.  첫째는 시대 구분의 척도로서 무엇을 가려뽑을 것인가 하는 것이며, 둘째는 시대 구분의 한계선을 어디에 그을 것인가이며, 셋째는 시대 구분의 특색을 유지하기 위해 그것을 어떻게 재창조하느냐 하는 것이다.  어느 문제점도 이만하면 충분하다고 말하기는 좀처럼 어려운 것이며, 그와는 반대로 여러 가지의 설(說)이 같은 권리를 가지고 주장할 수 있는 성질의 문제이다. 결국, 사람에 따라 장소에 따라, 시대에 따라 크게 변할 수 있는 것이다. 예컨대 척도(尺度)에 대하여 생각해 보자. 인류의 생활사는 우리들 일상 생활을 돌이켜 보면 알 수 있듯이 다면적이어서 복잡한 과정이며 그 전체는 잡연(雜然)한 사실의 집적(集積)이다. 그 속에서 질서를 세우는 수완을 부려 의미있는 사실과 의미가 적은 사실을 나누어, 의미있는 사실을 하나의 유기체(有機體)로 재편성하는 지적 작업(知的作業)을 함으로써 비로소 인생이라든가 역사라는 것을 말할 수 있는 것이다. 그런데, 이 선택과 재편성의 방법에 대하여 사람과 때와 장소에 관계없이 항상 최량(最良)의 것이 존재하는 것만은 아니다. 선택이나 재편성의 방법에 대하여 지혜의 축적에 의한 성장이 반드시 있다 하지만 때와 장소와 사람이 다르면 공통적 유산 속에서 추출해 내는 것이 크게 변한다는 것도 또한 사실이다. 시대가 변천함과 동시에 하나의 척도가 지니는 상대적 중요성이 변하는 것도 적지 않다.  경계선에 대하여 생각해 보자. 시대를 긋는 결정적인 변화는 개개의 경우에 한 가지만은 아니고, 몇 개의 대사건이 중첩된 복합작용으로 질적 변화를 달성하고 있다. 이 여러 변화 속에서 어느 것을 가장 중(重)하게 볼 것인가에 대해서는 긋는 것은 대부분의 경우, 이론(異論)의 여지를 남기는 작업이라 하지 않을 수 없다. 이러한 의미에서, 어떤 시대 구분의 시도도 영원히 완성할 수 없는 성질의 작업인 것이다. 우리들은 그 상대적 유용성과 그 한계를 파악한 상태에서 여러 가지 시대 구분을 쓰는 이론적인 기능을 갖추어야 한다.

## 사례
일반적으로 널리 쓰이는 시대 구분은 인류사를 선사시대(또는 원시시대), 고대, 중세, 근세, 근대, 현대의 여섯 시대로 나눈다. 그래서 서력 기원전 4000년 내지 3000년경을 선사와 고대의 경계선, 서력 기원 후 400년 내지 500년경을 고대와 중세의 경계선, 1400년경 내지는 1500년경을 중세와 근세의 경계선, 1640년 내지 1750년대경을 근세와 근대의 경계선, 1914년 내지 1930년대, 혹은 1950년  60년대를 근대와 현대의 경계선으로 하는 것이리라. 이것은 특정한 하나의 척도만을 쓰는 것이 아니고 많은 척도를 병용하고 있으며, 그 의미로는 막연하지만 비교적 무난한 것이다. 노출과 초점을 고정한 베이비 사진기와 같은 것이며, 큰 실패는 없으나 예리한 맛에 있어서는 바람직한 것이 못 된다.  이에 대하여 경계선의 일부판정(日付判定)에 이론을 주장하는 사람도 적지 않다. 또, 각 시대를 다시 그 내부에서 세분하려는 사람도 있다. 예를 들면 원시시대를 구석기·중석기의 둘로 나누고, 고대를 오리엔트 시대·그리스시대·로마시대의 셋으로 나누고, 중세를 1200년경을 경계로 전기와 후기로 나누기도 한다. 또 한편으로는 여섯 시대를 더욱 적은 단계로 집약하는 시도도 있다. 이 세 사례를 알아보자. 이것은 척도나 시대의 문제 추이를 아는 전근대와 근대의 두 단계, 셋째는 전근대 사회·근대사회·후근대(현대) 사회의 세 단계로 나누는 방법이다.  타동물(他動物)과 인류가 다르고, 또 저급한 인류와 고급한 인류와의 차이는 몇 가지 있다. 그것은 ① 인류가 두 다리로 직립(直立)할 수 있는 일 ② 자유로이 손을 써서 도구를 만든 일 ③ 사회적 분업(分業)을 발전시킨 일 ④ 언어와 문자를 발명한 일 ⑤ 지성을 연마한 일 ⑥ 감정과 의지력으로 자기 창조를 할 수 있는 일 등등이다. 이 척도 안에서 어느 것을 중요하게 보느냐가 다르다는 점에 먼저 주의해야 한다.  선사와 고대를 서력 기원전 4000년 내지 3000년경으로 구별하여 전자를 야만시대, 후자를 문명시대라 하고, 인류의 문명사가 약 5000  6000년이라 할 때는 도구를 써서 만들어진 거대한 자연개조의 사업과, 문자로 씌어진 기록으로써 문명이냐 야만이냐의 중요한 구분점으로서 삼고 있다.  전근대와 근대의 구분을 무엇보다도 중시하고, 전근대에서의 근대화야말로 시대의 문제라고 할 때는 중세와 근대와의 대비가 중시되므로 근세와 근대화에의 과도기라 생각되어 광의(廣義)의 근대 속에 포함시킨다. 이 2단계 구분의 경우에는 지성을 연마하는 존재로서의 인간이란 척도가 무엇보다도 중시되고 있다.  생시몽(Saint-Simon 1760  1825)이나 콩트(Comte 1798  1857)는 인간 지성의 발전이란 관점에서 역사를 정리하여, 신학적·형이상학적·실증적의 3단계로 구분하고 다시 이 지식의 단계적 진화에 대응하여 사회구조도 진화한다고 생각하여 종교적·신학적인 강제력이 강한 군사형(軍事型) 사회에서 이성(理性)과 사업계산(事業計算)이 지배하는 산업형 사회로의 전환을 주장했다. 공동 사회에서 이익사회로, 전통주의에서 합리주의로, 전통지배에서 의법지배(依法支配)로, 그리고 신분(身分)에서 계약으로 바뀐 5단계 구분은 거의 같은 유형에 속한다. 다시 가족 형태를 귄위적·가족주의적·친자중심적·확장적·제도적·농촌적인 형과, 민주적·개인주의적·부부중심적·핵심적·우애적·도시적인 형의 둘로 나누고 전자에서 후자로의 전환을 근대화(진보)로 보는 것도 이에 속한다.  근대와 현대 혹은 후근대와의 구별을 중시하는 사람들도 최근에 나타나고 있다. 이 경우에는 근대화하면 만사가 태평이란 사고방식에 대한 반성을 토대로 근대화의 종점에 다다른 현대병-내공(內攻)하면 신경병, 발산하면 범죄나 소년비행(少年非行) 그리고 그 중간에는 여러 가지 약물 애호, 강렬한 성적(性的) 자극의 애호, 투기산업의 애호 등이 있다. 이런 새로운 문제를 시대의 근대화와는 별도의 새로운 방법으로 해결하지 않으면 안 될 문제 의식이 출발점이다. 먼저 인간에 대한 새로운 진단이 요구되며, 지성적인 존재로서의 인간보다도 감정을 가진 동물로서의 인간이 다시 한번 문제화되어 근대화의 표어인 균질화(均質化)·합리화·기계화가 가져다 준, 물질적으로 풍요하지만 ‘고독한 군중’의 참된 인간적인 생활방식이 어떤가 하는 것이 의식되고 있는 것이다.

## 참고 사항
- 시대구분 목록

## 같이 보기
- 고고학적 시대분류 목록
- 연대 측정
- 제2차 백년전쟁